# Siroch Chatthong
Siroch Chatthong (en tailandés: สิโรจน์ ฉัตรทอง, Provincia de Surin, Tailandia, 8 de diciembre de 1992) es un futbolista de Tailandia que juega en las posiciones de extremo y delantero. Desde el 2023 juega en el Lamphun Warriors de la Liga de Tailandia.

## Carrera

### Club
| Periodo   | Club                            | Apariciones | Goles |
| --------- | ------------------------------- | ----------- | ----- |
| 2011      | Surin City FC                   | 0           | 0     |
| 2012      | Nonthaburi FC                   | 7           | 3     |
| 2013–2015 | BCC Tero                        | 54          | 17    |
| 2016–2017 | Ubon UMT United                 | 43          | 6     |
| 2017–2018 | Muangthong United               | 21          | 0     |
| 2018–2019 | PT Prachuap FC                  | 35          | 3     |
| 2020–2023 | BG Pathum United                | 28          | 2     |
| 2021–2022 | → Chiangrai United (cedido)     | 10          | 0     |
| 2022–2023 | → Nakhon Ratchasima FC (cedido) | 25          | 0     |
| 2023–     | Lamphun Warriors                | 13          | 1     |

### Selección nacional
En agosto de 2016 debuta con Tailandia en un partido amistoso ante Catar. Jugó en 25 ocasiones con la selección nacional y anotó tres goles hasta su retiro internacional en la Copa Asiática 2019.

### Goles con selección nacional
| No | Fecha      | Sede                                    | Rival     | Gol | Resultado | Torneo                |
| -- | ---------- | --------------------------------------- | --------- | --- | --------- | --------------------- |
| 1. | 8-12-2016  | Rajamangala Stadium, Bangkok, Tailandia | Birmania  | 3–0 | 4–0       | 2016 AFF Championship |
| 2. | 17-12-2016 | Rajamangala Stadium, Bangkok, Tailandia | Indonesia | 1–0 | 2–0       | 2016 AFF Championship |
| 3. | 17-12-2016 | Rajamangala Stadium, Bangkok, Tailandia | Indonesia | 2–0 | 2–0       | 2016 AFF Championship |

## Logros

### Club
- Thai League 1: 2020–21
- Thai League Cup: 2017, 2019
- Mekong Club Championship: 2017

### Selección nacional
- AFF Championship: 2016
- King's Cup: 2017